# ONE (清水仁のアルバム)
『ONE』（ワン）は、1986年10月22日に発売された清水仁1作目のオリジナル・アルバム。発売元はファンハウス。

## 解説
1986年の、オフコース二度目の活動休止中にリリースされた清水仁の初のソロアルバムである。清水の歌声は今までコーラスだけでしか確認できなかった（ライブとザ・バッド・ボーイズ時代を除く）が、このアルバムにより、清水のオフコース加入以降初めてボーカルとしての歌声を聴くことができるようになった。その後、活動再開後のオフコースにおいてもボーカルを担当するようになった（初のボーカル曲は『Tiny Pretty Girl』。松尾一彦とのツインボーカル）。
内容としては、同時期にソロデビューを果たした他メンバー（小田和正、松尾）と比べ、自分で作曲した曲を歌っているのはA面だけに留まり、それ以外の曲の作曲はカバー曲を除いて全て元一風堂の平田謙吾によるものである。また、編曲は「BLUE RAIN」（松尾が編曲）を除き、全て平田との共同作業となっている。清水は曲作りの過程について後年、「音楽が好きで、どうも小難しくしちゃうのよね、ケンちゃんは。もうちょっとシンプルにしようって言って作り変えたんですけど」(夢の続き/Dreaming)と語っている。
また、湯川れい子との歌詞の打ち合わせは、キャピトル東急ホテルで行われた。後年清水は、「すごいですよ。100mぐらい離れててもあそこにいるって感じが分かる」「湯川さんはね、俺のこと清水くんって言うんだよね。あんまりそういうこうボクって感じで呼ばれることなかったんでね。新鮮なんで、ちょっと嬉しかったですけど」「俺の人となりとか喋ってね。どういう詞にするかっていうのがあったんじゃないですかね。で、まぁ出来上がったこの曲（夢の続き/Dreaming）見て、あの人すごいなぁ！って感じがね、非常に物語がちゃんとしてるって感じで」と振り返っている。
のちに、清水を中心にこのアルバムのスタジオ録音メンバー（松尾、平田）によってバンド「ONE」が結成され、アルバム『ONE NIGHT』がリリースされた。

## 収録曲
編曲：平田謙吾・清水仁（特記以外）
1. MY ENDLESS LOVE
  - 作詞：湯川れい子　作曲：清水仁
2. Day Dreamer
  - 作詞：宮原芽映　作曲：平田謙吾
3. Natural Wind
  - 作詞：宮原芽映　作曲：清水仁
  - コーラスには作詞者の宮原と安部恭弘が参加。のちにA.B.Cのアルバムを通してセルフカバーされた。
4. BLUE RAIN
  - 作詞：秋元康　作曲：松尾一彦・清水仁　編曲：松尾一彦
5. 甘いグレイの陽暮れどき
  - 作詞：安井かずみ　作曲：清水仁・松尾一彦
6. 自然
  - 作詞：松本一起　作曲：平田謙吾
7. 上を向いて歩こう
  - 作詞・永六輔　作曲：中村八大
  - 坂本九のヒット曲のカヴァー。
8. ONE
  - 作詞・作曲：HARRY NILSSON、訳詞：安井かずみ
  - スリー・ドッグ・ナイトが1969年に発表した同名曲の日本語カヴァー。
9. 夢の続き/Dreaming
  - 作詞：湯川れい子　作曲：平田謙吾
10. 沈黙の旅
  - 作詞：松本一起　作曲：平田謙吾
11. MY ENDLESS LOVE（J.J.Version）
  - 作詞：湯川れい子　作曲：清水仁
  - レコード盤には未収録。CDにのみ収録された。